# یواس‌اس بی-۱ (اس‌اس-۱۰)
یواس‌اس بی-۱ (اس‌اس-۱۰) (به انگلیسی: USS B-1 (SS-10)) یک زیردریایی بود که طول آن ۸۲ فوت ۶ اینچ (۲۵٫۱۵ متر) بود. این زیردریایی در سال ۱۹۰۷ ساخته شد.